# ダニエル・ミラー
ダニエル・ミラー （Daniel Miller, 1951年6月1日 - ）は、イギリスのレコードレーベルオーナー、音楽プロデューサー。ミュート・レコードの創始者として知られる。

## 来歴
1960年代から1970年代にかけてカン、ファウスト、ノイ!、クラフトワークといったクラウトロックに興味を持ち、スイスでDJの活動を始める。イギリスに帰国する頃にはパンク・ロックの最盛期であり、パンクが持つDIY精神に共感を持つ。同時期には安価なシンセサイザーが市場に出回り始め、スロッビング・グリッスルやキャバレー・ヴォルテールのような電子音楽／インダストリアルバンドがシーンに現れるようになる。それらに感化されたミラーは映像編集などの仕事で貯めた資金でKORG 700Sとテープレコーダーを購入し、ザ・ノーマルの結成とミュート・レコードの設立に至る。
ザ・ノーマルのライブツアーからの帰宅後、ミラーは自宅の玄関先にデモテープの山を見つける。シングル「Warm Leatherette」のジャケットにミュート・レコードの勧誘のために住所を書いていたためで、徐々にミュート・レコードはインダストリアルやノイズ・ミュージックシーンにおいてその存在感を増すこととなる。